# Volker Haucke

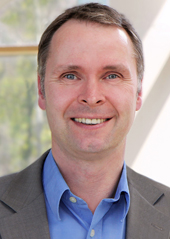
Volker Haucke (2013)

Volker Haucke (* 29. Juni 1968 in Bad Berleburg) ist ein deutscher Biochemiker und Zellbiologe. Er ist Direktor am Leibniz-Forschungsinstitut für Molekulare Pharmakologie Berlin (FMP) und Professor für Molekulare Pharmakologie am Institut für Pharmazie an der Freien Universität Berlin.

## Leben und Wirken
Volker Haucke studierte von 1989 bis 1994 als Stipendiat der Studienstiftung des deutschen Volkes Biochemie an der Freien Universität Berlin und am Biozentrum der Universität Basel. Im Jahr 1997 wurde er mit dem Prädikat Summa cum laude im Fach Biochemie von der Universität Basel (Biozentrum) für seine Arbeiten im Labor von Gottfried Schatz über die mitochondriale Proteinimportmaschinerie promoviert. Nach einem von der Human Frontier Science Programme Organization (HFSP) und der Europäischen Molekularbiologieorganisation (EMBO) geförderten Forschungsaufenthalt von 1997 bis 2000 an der Yale University School of Medicine als Postdoctoral Research Associate am Howard Hughes Medical Institute (HHMI) in der Gruppe von Pietro De Camilli leitete er ab 2000 eine eigenständige von der Deutschen Forschungsgemeinschaft geförderte Arbeitsgruppe am Zentrum für Biochemie und Molekulare Zellbiologie der Universität Göttingen. 2003 folgte er einem Ruf an die Freie Universität Berlin als Professor für Membranbiochemie. Seit 2007 ist er zudem Mitglied des Exzellenzclusters NeuroCure der Charité - Universitätsmedizin Berlin. Haucke war Sprecher der Sonderforschungsbereiche (SFB) 449 (Struktur und Funktion membranständiger Rezeptoren, von 2008 bis 2010) und 958 (Einrüstung von Membranen) (2011–2012, seit 2012 Stellvertretender Sprecher). Seit 2012 ist Haucke Direktor am Leibniz-Forschungsinstitut für Molekulare Pharmakologie (FMP) in Berlin und Professor (W3-S) für Molekulare Pharmakologie an der Freien Universität Berlin. Am FMP leitet er die Abteilung für Molekulare Pharmakologie und Zellbiologie. Von 2008 bis 2016 war er gewähltes Mitglied des Fachkollegiums Biochemie der Deutschen Forschungsgemeinschaft sowie von 2007 bis 2012 Mitglied des Editorial Boards des Journal of Biological Chemistry. Er ist derzeit Mitglied der Editorial Boards von EMBO Reports und Biology of the Cell, des Scientific Advisory Boards der Open Access Plattform Matters, sowie Mitglied der Faculty of 1000. Seit 2014 ist Haucke gewähltes Mitglied der Europäischen Molekularbiologieorganisation (EMBO) und seit 2017 Mitglied der Nationalen Akademie der Wissenschaften Leopoldina. Ebenfalls 2017 erhielt er den Avanti Award der American Society for Biochemistry and Molecular Biology (ASBMB) und eine Förderung im Reinhart-Koselleck-Programm der Deutschen Forschungsgemeinschaft. 2020 wurde Volker Haucke mit dem Feldberg Prize ausgezeichnet. Zudem wurde ihm einer der ERC Advanced Grants des European Research Council (ERC) zuerkannt. 2025 wurde Haucke der Gottfried-Wilhelm-Leibniz-Preis der Deutschen Forschungsgemeinschaft verliehen, der wichtigste Forschungsförderpreis in Deutschland.
Volker Haucke ist verheiratet und Vater zweier Töchter.

## Forschungsschwerpunkte
Volker Haucke und seine Arbeitsgruppe erforschen die Endo- und Exozytose, die Aufnahme von Substanzen in und Ausschüttung aus Zellen über membranumhüllte Vesikel, insbesondere in Nervenzellen. Ein weiterer Schwerpunkt seiner Forschung liegt in der Entschlüsselung der Mechanismen des intrazellulären Membranflusses und der Membranidentität im endosomalen und lysosomalen System und ihrer Kontrolle durch spezielle Membranlipide, sogenannten Phosphoinositide. Ein spezielles Augenmerk liegt hierbei auf der Entwicklung von Werkzeugen, die diese Vorgänge zielgerichtet beeinflussen, und der Entwicklung von Methoden der hochauflösenden Lichtmikroskopie, mit denen sich diese Vorgänge der Zelle direkt beobachten lassen. Zu seinen Entdeckungen gehören Erkenntnisse auf dem Gebiet der Entschlüsselung von Mechanismen, welche das Recycling Botenstoff enthaltender synaptischer Vesikel in Nerverzellen und im Gehirn steuern, und die Entwicklung der ersten selektiven Inhibitoren zellulärer Aufnahmeprozesse. Ferner konnten Volker Haucke und seine Gruppe Signallipide und die diese umsetzenden Enzyme identifizieren, die von zentraler Bedeutung für zelluläre Transportprozesse und die Frage der Membranidentität und damit der Funktion intrazellulärer Kompartimente sind. Fehlen diese Enzyme oder sind sie in ihrer Aktivität oder Funktion beeinträchtigt, können schwere Erkrankungen resultieren, die von erblichen Muskelstörungen über Krebs bis hin zu neurologischen und neurodegenerativen Erkrankungen reichen.

## Wissenschaftliche Mitgliedschaften
- Mitglied (Principal Investigator), Exzellenzcluster EXC 257 NeuroCure
- Gründungssprecher und Mitglied, SFB 958 Scaffolding of Membranes
- Mitglied SFB 740 Functional Protein Modules
- Mitglied, Helmholtz International Research School Molecular Neurobiology am Max-Delbrück-Zentrum Berlin (MDC)
- Mitglied, TransCard Research School am MDC
- Mitglied, American Society for Cell Biology, Bethesda, USA (ASCB)
- Mitglied, American Society for Biochemistry & Molecular Biology (ASBMB)
- Mitglied, Society for Neuroscience, Washington D.C. (SFN)
- Mitglied, Federation of European Biochemical Societies (FEBS)
- Mitglied, German Society for Biochemistry & Molecular Biology, Frankfurt, (GBM)
- Mitglied, German Society for Cell Biology (DGZ), Heidelberg

## Auszeichnungen und Preise
- 2025 Gottfried Wilhelm Leibniz-Preis
- 2020 ERC Advanced Grant, European Research Council[12]
- 2020 Preis der Feldberg Foundation[13]
- 2019 Mitglied der Academia Europaea
- 2017 Mitglied der Berlin-Brandenburgischen Akademie der Wissenschaften[14]
- 2017 Mitglied der Leopoldina[15]
- 2017 Avanti Award der American Society for Biochemistry & Molecular Biology (ASBMB) 2017
- 2016 Reinhart-Koselleck-Projekt der Deutschen Forschungsgemeinschaft (DFG)
- 2014 Mitglied, European Molecular Biology Organization (EMBO)
- 2003 Young Investigator Award (YIP), European Molecular Biology Organization
- 1998 Long-Term Fellowship Award, Human Frontier Science Program
- 1997 Long-Term Fellowship Award, European Molecular Biology Organization
- 1994 Boehringer Ingelheim Fellow
- 1993 Dr. Carl-Duisberg-Foundation Scholar
- 1990–1993 Stipendiat der Studienstiftung des deutschen Volkes

## Video
- Video zu Volker Hauckes Forschung (Latest Thinking)
- Video zu Volker Hauckes Forschung (FMP)